# Daniel Fonseca
Daniel Fonseca est né à Montevideo le 13 septembre 1969. C'est un footballeur international uruguayen. Il a évolué pendant la plus grande partie de sa carrière en Italie. Il jouait au poste d'attaquant. Il est aujourd'hui agent de joueurs.
Il est cité dans l'affaire des Panama Papers en avril 2016.

## Carrière en équipe nationale
Daniel Fonseca, surnommé El Tigre ou encore Bugs Bunny, a joué 30 matchs avec l'équipe nationale pour 11 buts marqués entre 1990 et 1997. Il a participé à la coupe du monde 1990 (1 but sur les deux inscrits par l'équipe durant la compétition) et remporté la Copa América 1995 en battant en finale le Brésil aux tirs au but. Il inscrivit deux buts durant cette compétition. Pendant cette période il a eu pour partenaires en attaque des joueurs comme Enzo Francescoli, Ruben Sosa, Carlos Aguilera ou encore Pablo Bengoechea.

## Carrière d'agent de joueur
Depuis sa retraite il s'est reconverti en tant qu'agent de joueurs. Il gère notamment les carrières de grands joueurs uruguayens tels Fernando Muslera, Martín Cáceres ou encore Luis Suárez.

## Palmarès
- Uruguay
  - 30 sélections et 11 buts entre 1990 et 1997.
  - Vainqueur de la Copa América en 1995.

- Nacional
  - Vainqueur de la Copa Libertadores en 1988.
  - Vainqueur de la Coupe intercontinentale en 1988.

- Juventus
  - Champion d'Italie en 1998.
  - Vainqueur de la Supercoupe d'Italie en 1997.
  - Vainqueur de la Coupe Intertoto en 1999.